# Cajarc
Cajarc település Franciaországban, Lot megyében. Lakosainak száma 1134 fő (2022. január 1.). Cajarc Salvagnac-Cajarc, Cadrieu, Calvignac, Gréalou, Larnagol, Saint-Chels és Saint-Jean-de-Laur községekkel határos.

## Népesség
A település népességének változása:
| Lakosok száma | 1044 | 1059 | 1033 | 1088 | 1136 | 1130 | 1125 | 1119 | 1117 | 1134 |
|               | 1968 | 1982 | 1990 | 2006 | 2013 | 2015 | 2017 | 2019 | 2020 | 2022 |